# 雅溝里
雅溝里，舊稱「番仔溝」，位於臺灣彰化縣和美鎮南方，東鄰大霞里，南接南佃里，西與鹿港鎮、面前里相接，北與山梨里相鄰。

## 地名緣由及文獻歷史
雅溝里里名源自北境的「番仔溝」聚落，今明番養溝排水，為取其美雅之字，故簡名為「雅溝」。
明治34年（1901年）本里屬線西堡番雅溝庄，於大正9年（1920年）改屬和美庄番雅溝大字，戰後定名為雅溝里。本里以北有番雅溝流經，境內有鹿和路以南北向經過，北接和美街市，南通鹿港街，交通來往便利；境內有多家紡織工廠設置，聚落外圍有許多農村景色，民風純樸，一帶主要為稻米產區。在行政區劃上，本里內轄13鄰、446戶，共1555人。現任里長為王麗君女士。

## 聚落

### 番仔溝
址在鹿和路以東，南軒路兩側之聚落。地名起源與早期附近為巴布薩平埔族之社域有關，聚落的西南方大約1.5公里處有頂番婆（現屬鹿港鎮），以及頭崙埔所挖掘的貝塚遺址，說明昔日附近居住的是平埔族，而在漢人移民來臺時，見有平埔族人居於此溝圳旁，因而稱之為番雅溝。據當地居民口傳，昔日番雅溝河道多彎曲，是因有惡龍潛伏，其後上帝將此龍擊斃，遺留下彎彎曲曲的河道。另外有一個傳說為，番雅溝原有百彎，為龍穴所在，因為朝廷所忌，故下令毀其成九十九彎。

### 山寮子
址在鹿和路以西之聚落。地名起源與地勢較高的沙丘有關。昔日只有2戶人家居住於此，分別為謝姓與張姓人家。民國48年八七水災後，搬入許多新住戶，也有部分是從番雅溝大庄搬來。

## 社區發展及景觀

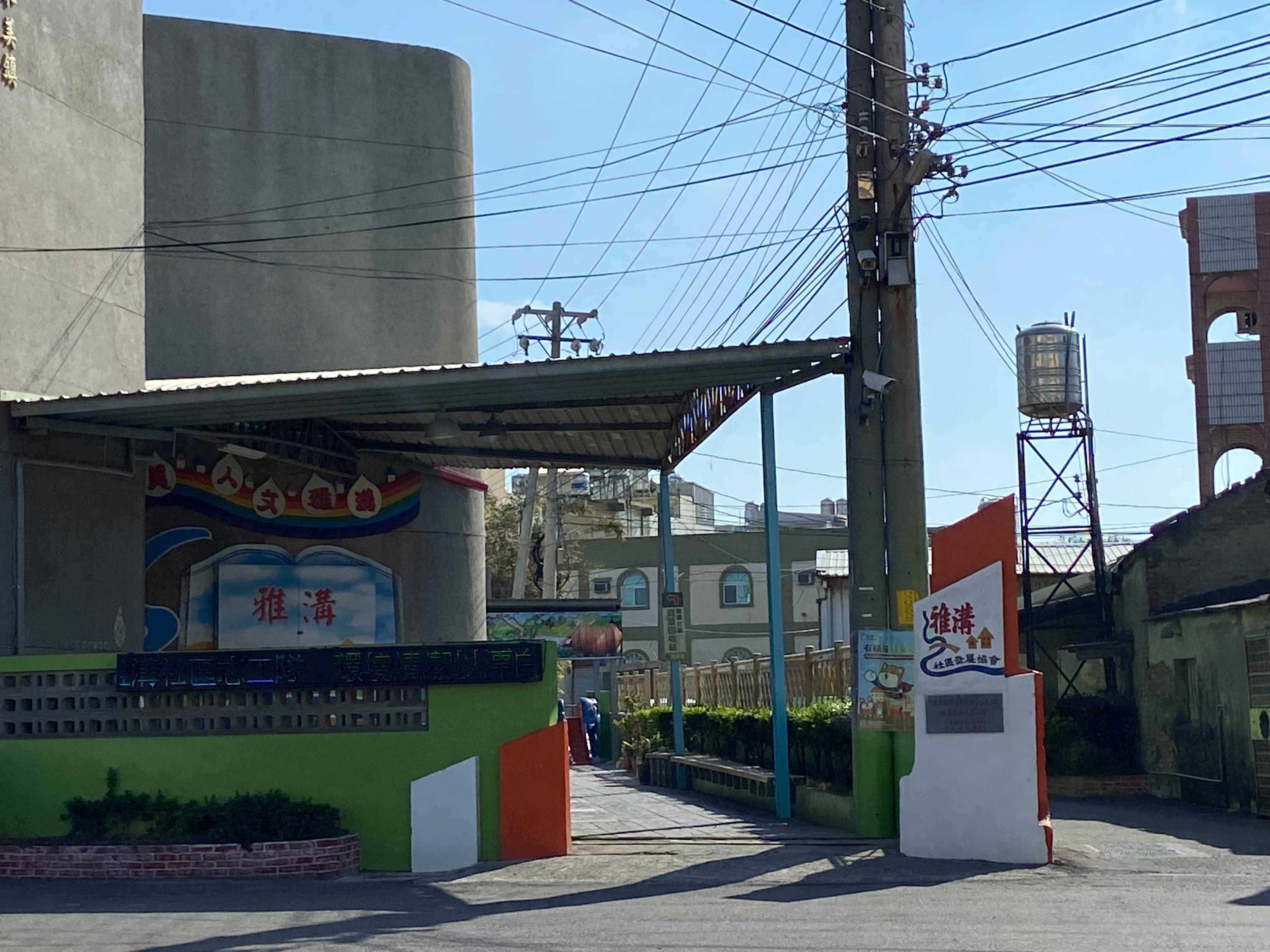
雅溝社區發展協會
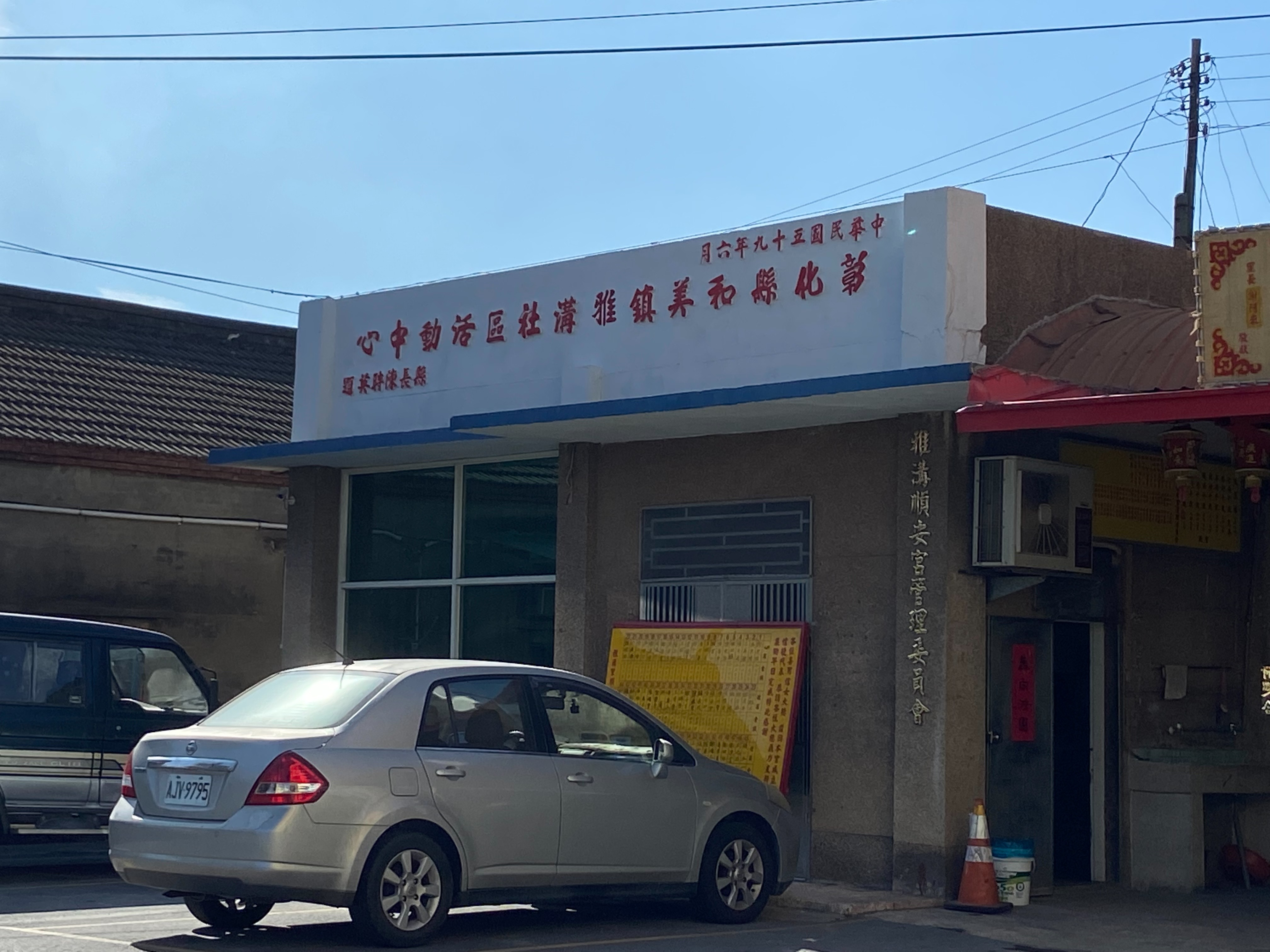
雅溝社區活動中心
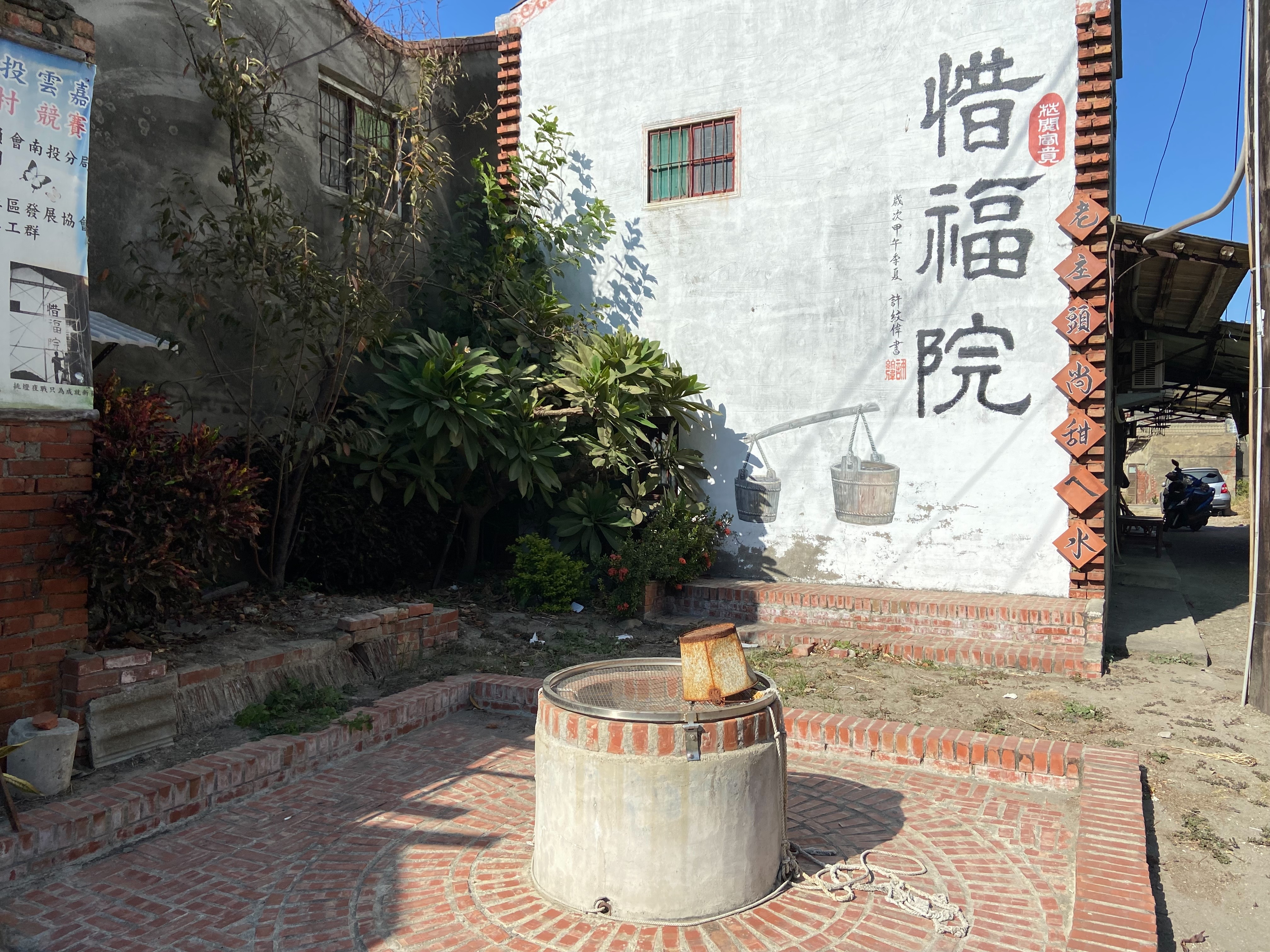
雅溝里-一口井
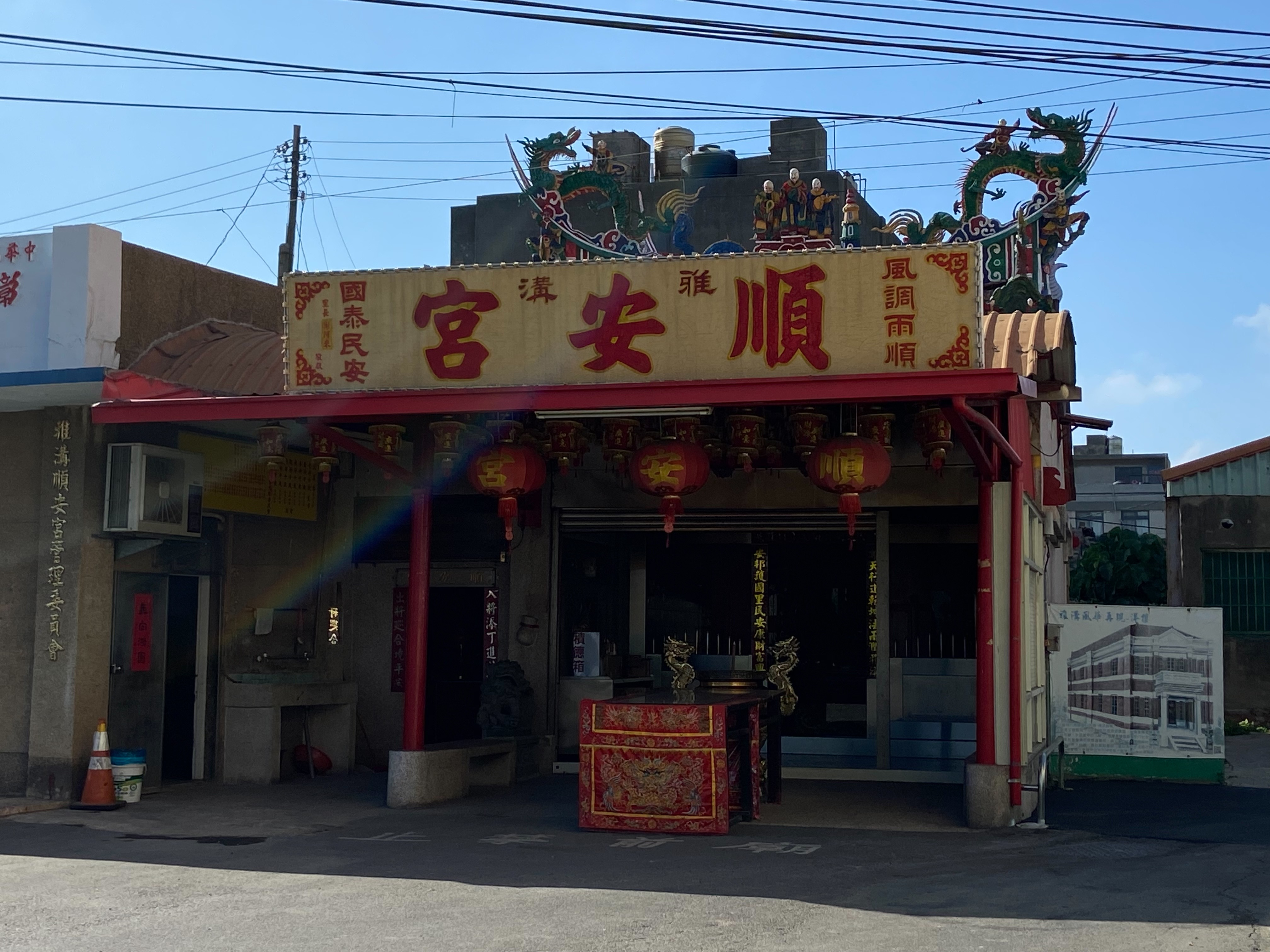
雅溝里-順安宮